# باشگاه فوتبال هاتای‌اسپور
باشگاه فوتبال هاتای‌اسپور (ترکی استانبولی: Hatayspor) باشگاه فوتبال مستقر در ترکیه است که در سال ۱۹۶۷ در انتاکیه بنیان‌گذاری شده‌است.
برای این تیم که در سال ۲۰۲۰ برای اولین بار به سطح اول فوتبال ترکیه رسید، بازیکنانی از جمله منیر مهند محمدی، آداما ترائوره و مامه بیرام دیوف سابقهٔ بازی دارند.